# Made in America (film 1993)
Made in America  è un film del 1993 di Richard Benjamin.

## Trama
Sarah Matthews, una donna di colore rimasta vedova giovane e senza figli, ricorre all'inseminazione artificiale. Anni dopo, la giovane figlia Zora lo scopre e decide di cercare e conoscere il padre naturale; si introduce furtivamente nel computer della banca del seme dove trova i dati del donatore che scopre con sgomento essere un bianco, Halbert "Hal" Jackson, rozzo venditore di automobili. Hal, scapolo narcisista,  resta annichilito vedendosi piombare addosso questa figlia inattesa e "di colore", la cui madre gli ordina subito di stare alla larga da lei e dalla ragazza. Ma ormai la situazione è cambiata per tutti e tre: Zora desidera fortemente un padre; Sarah, pur se inveisce contro di lui, si sente attratta da Hal, il quale è turbato dal confronto fra la sua vita abituale, vuota e gaudente, e quella familiare, piena di calore, delle due donne. Zora capisce che sta nascendo l'amore fra i genitori ed è gelosa perciò fa una scenata alla madre, la quale, molto turbata, ha un incidente stradale il giorno successivo. Le servono trasfusioni di sangue, che le viene dato sia dalla figlia che da Hal. Ma le analisi provano che l'uomo in realtà non è il padre della ragazza (c'è stato infatti un errore nel database della banca del seme). Hal si allontana così da Sarah e da Zora, con molto rammarico per tutti e tre, ma in seguito cambia vita e si ripresenta alla cerimonia per il diploma di Zora, che sta per andare al college. Pieni di gioia, Hal e Sarah si presentano al microfono insieme come padre e madre di Zora.

## Accoglienza
Quando il film è uscito nelle sale il 28 maggio 1993, ha incassato più di 12 milioni di dollari nel suo weekend di apertura. Il film è uscito in più di 2.000 sale e ha incassato quasi 50 milioni di dollari solo negli Stati Uniti. In tutto il mondo, il film ha incassato più di 100 milioni di dollari. Il film vide anche il rapper Will Smith, vincitore di Grammy Award, per la prima volta in un ruolo di spessore.

## Tagline
- «At the sperm-bank she asked for a tall, intelligent, black man. One out of three ain't bad.»
- "Alla banca del seme chiese un uomo alto, intelligente e nero. Una su tre non è male."